# Azari Plisetski
Azari  Plisetski (Moscú, 13 de julio de 1937) es un bailarín, coreógrafo y maestro de ballet ruso. Hermano de la bailarina Maya Plisétskaya.

## Biografía

### Infancia
Nació en una familia acomodada, que luego sufrió la persecución de Stalin. Su padre Mijaíl Plisetski, oficial soviético, fue fusilado en enero de 1938 en el campo de fusilamiento de Communarka, en el marco de la Gran Purga de Stalin. Su madre, la actriz de cine mudo Rachel Messerer, fue arrestada ese año y enviada a la prisión de Butyrka, y luego a un campo de trabajo del Gulag, junto al pequeño Azari, que apenas contaba con unos meses de edad. En el Gulag de Akmolinsk para mujeres de los traidores de la patria, donde eran confinadas los familiares de los "traidores a la patria", madre e hijo estuvieron hasta el otoño de 1939 cuando fueron enviados al destierro a Shymkent en la RSS de Kazajistán.  
En 1941, madre e hijo regresaron a Moscú, donde Azari ingresó en la Escuela Central de Música del Conservatorio de Moscú para estudiar piano, con siete años de edad. En 1956, se graduó en la Escuela de Ballet del Bolshói, donde recibió clases de su tío materno Asaf Messerer y en la que ya había estudiado su hermana mayor Maya Plisétskaya. 
Se graduó con la máxima puntuación, pero solo pudo entrar en las filas del Teatro Bolshói en 1957, ya como solista de la compañía, donde comenzó bailando como pareja de Valentina Lopujiná y Olga Lepeshínskaya, que ya eran famosas estrellas.

## Trayectoria artística
En 1963, como parte de un acuerdo cultural con Cuba, el Ministerio de Cultura soviético permitió que Azari Plisetski se incorporara al Ballet Nacional de Cuba como partenaire principal de Alicia Alonso, junto a quien permaneció durante ocho años, de los diez que permaneció en ese país, donde aprendió español.  Impartió clases en la academia de ballet de La Habana, que alternó con sus compromisos como bailarín y se desarrolló como coreógrafo. Creó ballets como La Avanzada (1964), Primer Concierto (1971) y Canto Vital (1973), su trabajo coreográfico más importante, que sigue formando parte del repertorio cubano y que también ha sido incorporado al de otras compañías.
En 1969, se graduó en el Instituto ruso de arte teatral (GITIS).
En 1971, había viajado a Moscú para bailar El lago de los cisnes como partenaire de Josefina Méndez. Ese mismo año, bailó el papel principal masculino en Coppélia junto a Loipa Araújo, en el Ballet de la Ópera de Sofía (Bulgaria).
En 1973, regresó definitivamente al Teatro Bolshói. Roland Petit lo invitó a trabajar con él en Marsella. Cinco años más tarde, se retiró de la escena, pero continuó trabajando como maestro, coreógrafo y montando obras.
En 1978, abandonó de nuevo la Unión Soviética para trabajar con el Ballet del Siglo XX, de Maurice Béjart. En 1981, fue nombrado maestro de ballet del Teatro Kírov, y entre 1983 y 1984 estuvo en el Ballet de Marseille, de Roland Petit. 
De nuevo en Rusia, fue maestro de ballet y coreógrafo del Teatro Estatal de Ballet de Moscú, aunque continuó viajando a Europa para poner en escena ballets clásicos en distintas compañías europeas. 
En 1987, viajó a Madrid como coreógrafo invitado del Ballet Lírico Nacional. Allí trabajó como maestro de ballet y director adjunto de la compañía hasta 1989.